# Paul Amos

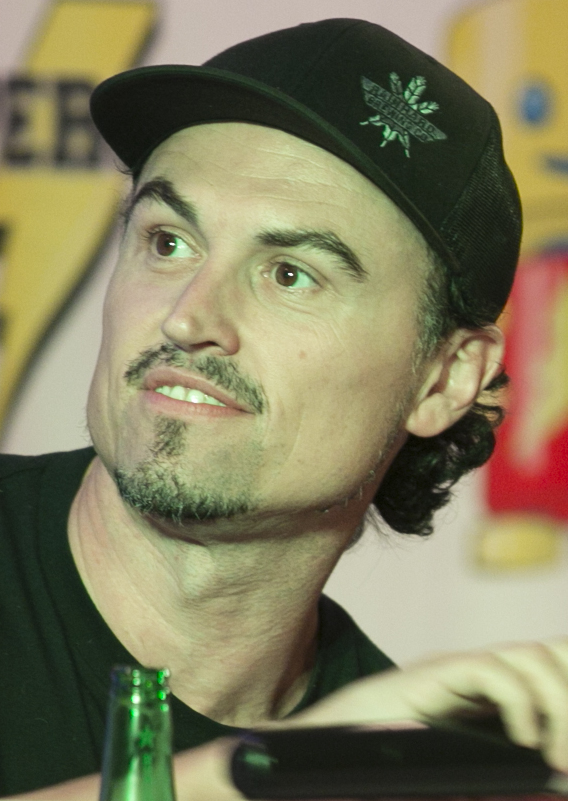
Paul Amos

Paul Amos (* in Pencoed, Wales) ist ein walisischer Schauspieler.

## Leben
Amos wurde in Pencoed, Wales geboren. Er ging auf die walisische Schule Ysgol Gyfun Llanhari. Später studierte er Schauspiel am National Youth Theatre in London und an der London Academy of Music and Dramatic Art (LAMDA). Im Jahr 2005 zog er nach Toronto, Kanada. Seit 2010 ist er als Vex in der kanadischen Fernsehserie Lost Girl zu sehen. Er lebt in Stratford.

## Filmografie (Auswahl)
- 2002: Four Feet (Kurzfilm)
- 2004: Casualty (Fernsehserie, zwei Folgen)
- 2009: Degrassi Goes Hollywood (Fernsehfilm)
- 2009–2012: Murdoch Mysteries (Fernsehserie, fünf Folgen)
- 2010: Forbidden Fruit (Kurzfilm)
- 2010: Nexus
- 2010: Aaron Stone (Fernsehserie, vier Folgen)
- 2010: Abroad – Liebe in London (Abroad, Fernsehfilm)
- 2010–2015: Lost Girl (Fernsehserie)
- 2011: Long Gone Day
- 2011: Combat Hospital (Fernsehserie, Folge 1x10 Reason to Believe)
- 2011: Warehouse 13 (Fernsehserie, Folge 3x05 Das Horn von Jericho)
- 2012: Seven Years (Kurzfilm)
- 2012: Mudpit (Fernsehserie, Folge 1x04 We Don’t Need No Shreducation)
- 2013: Sex after Kids
- 2017: Workin’ Moms (Fernsehserie, 1 Folge)

## Videospiele
- 2015: Assassin’s Creed Syndicate